# Microsoft Intune
Microsoft Intune (früher: Microsoft Windows Intune) ist eine Software zum Cloud Computing der Firma Microsoft. Sie dient der Verwaltung von PC und mobilen Endgeräten über das Internet und wurde 2011 vorgestellt.

## Funktion
Intune ist Teil der Microsoft Enterprise Mobility Suite (EMS) und ermöglicht es einem Administrator, verschiedenste Endgeräte über einen Webbrowser zu verwalten, etwa um Viren-Scans durchzuführen oder Updates aufzuspielen. Der Administrator muss sich zudem bei Microsoft mit einem Microsoft-Konto registriert haben. Die Zugriffe auf die angeschlossenen Rechner erfolgen verschlüsselt. Intune enthält eine Komponente zur automatischen Erfassung des Zustands aller gewarteten PC. Die Netzwerkgröße gibt der Hersteller mit maximal 500 Computern an.
Über die Windows-App Unternehmensportal (englisch Company Portal) können Benutzer auch ohne Administratorrechte vom Unternehmen ausgewählte und geprüfte Apps auf ihren Geräten installieren und verwalten. Der Vertrieb erfolgt über ein Abonnement-System: Für jeden verwalteten Benutzer fallen monatliche Kosten an. Pro Benutzer können maximal fünf Geräte aufgeschaltet werden.

## Migration
Am 4. November 2019 kündigte Microsoft während der Microsoft Ignite in Orlando 2019 den Microsoft Endpoint Manager an, bestehend aus einer Mehrzahl von Verwaltungslösungen. Das neue Managementsystem soll auf der Basis des derzeit bestehenden ConfigMgr und Microsoft Intune stetig mit neuen Funktionen erweitert werden. Zudem hat Microsoft angekündigt, das Lizenzmodell zu verändern. Microsoft-Intune-Lizenzen sollen die Möglichkeit bieten, auch den bestehenden ConfigMgr ohne den Erwerb von neuen Lizenzen zu nutzen.
Im Rahmen des Updates 1910, veröffentlicht am 4. Dezember 2019 für den ConfigMgr, wurde der Client bereits in den Microsoft Endpoint Configuration Manager umbenannt.

## Intune Pläne
Microsoft Intune ist seit März 2023 in 3 Versionen erhältlich: Intune Plan 1, Intune Plan 2 und Intune Suite. 
Plan 2 oder Suite beinhalten nicht Plan 1. Microsoft Intune Plan 1 ist enthalten in Microsoft 365 Business Premium und Mobility + Security E3/E5.